# مسعود بختیاری (نظامی)
مسعود بختیاری (زاده ۲۵ آبان ۱۳۲۰ تهران) نظامی بازنشسته، مدرس دانشگاه و نویسنده ایرانی است، که در خلال جنگ ایران و عراق از فرماندهان ارشد ارتش جمهوری اسلامی ایران بود و ریاست عملیات نیروی زمینی ارتش را برعهده داشت. بختیاری فعالیت در ارتش شاهنشاهی ایران را از سال ۱۳۳۸ آغاز کرد. او از طراحان عملیات بیت‌المقدس بود.